# 2001 في إثيوبيا
فيما يلي قائمة بالأحداث التي وقعت خلال عام 2001 في  إثيوبيا.

## في السلطة
- الرئيس: نكاسو كيدادا (حتى 8 أكتوبر)، غيرما ولد غيورغيس (من 8 أكتوبر)
- رئيس الوزراء: ميليس زيناوي

## أحداث

### يناير
- 10 يناير - ترفض إثيوبيا رسوم التعامل في الموانئ التي تفرضها جيبوتي على الواردات والصادرات معها، مدعية أن ذلك يمثل انتهاكًا لاتفاقية في عام 1999.[1]
- 13 يناير - تصاعد التوتر الدبلوماسي مع الصومال الذي يتهم إثيوبيا بمحاولة إقامة دولة انفصالية في الدولة غير المستقرة بالفعل.[2]
- 25 يناير - رئيس الوزراء الصومالي يتهم إثيوبيا بزعزعة استقرار بلاده بحشد قواتها في الجنوب الغربي.[3]

### فبراير
- 20 فبراير - بدأ آلاف القوات الإثيوبية الانسحاب من إريتريا بعد اتفاق سلام ناجح بعد الحرب الإريترية الإثيوبية.[4]
- 24 فبراير - اثيوبيا تعلن اكتمال الانسحاب من اريتريا.[5]

### أبريل
- 12 أبريل - الشرطة تهاجم الطلاب المتظاهرين وتطالب بمزيد من حرية التعبير. وإدخال 50 طالبًا في المستشفى.[6]
- 17 أبريل - اقتحم المئات من شرطة مكافحة الشغب واعتدوا بالضرب خلال أعمال الشغب بينهم نساء وأطفال في العاصمة أديس أبابا.[7]
- 18 أبريل - اشتبك الاف الطلاب مع الشرطة خلال اليوم الثاني من أعمال الشغب.[8]
- 21 أبريل / نيسان - نفى مجلس حقوق الإنسان الإثيوبي احتجاز الطلاب المتظاهرين في معسكرات الاعتقال، مما تسبب في غضب أقارب الطلاب المفقودين.[9]
- 24 أبريل - أعيد فتح جامعة أديس أبابا بعد إغلاق مؤقت خلال أعمال شغب خلفت 39 قتيلا و 250 جريحا.[10]
- 26 أبريل - أطلقت شرطة مكافحة الشغب سراح أكثر من 2000 طالب.[11] أبلغ العديد من الطلاب عن حالات تعذيب أثناء سجنهم.[12]

### مايو
- 4 مايو - أنباء عن ارتفاع درجة الحرارة السياسية منذ أحداث الشغب في أبريل.[13]

### نوفمبر
- 15 نوفمبر - أفادت الأنباء أن تهريب الحيوانات يكلف البلاد 100 مليون دولار كل عام.[14]